# Консоласан (станція метро Сан-Паулу)
Консоласан (порт. Estação Consolação) — станція метро Сан-Паулу, розташована на Лінії 2 (зелена) на проспекті Пауліста в центрі міста. Станція була відкрита 25 січня 1991 року.

## Галерея

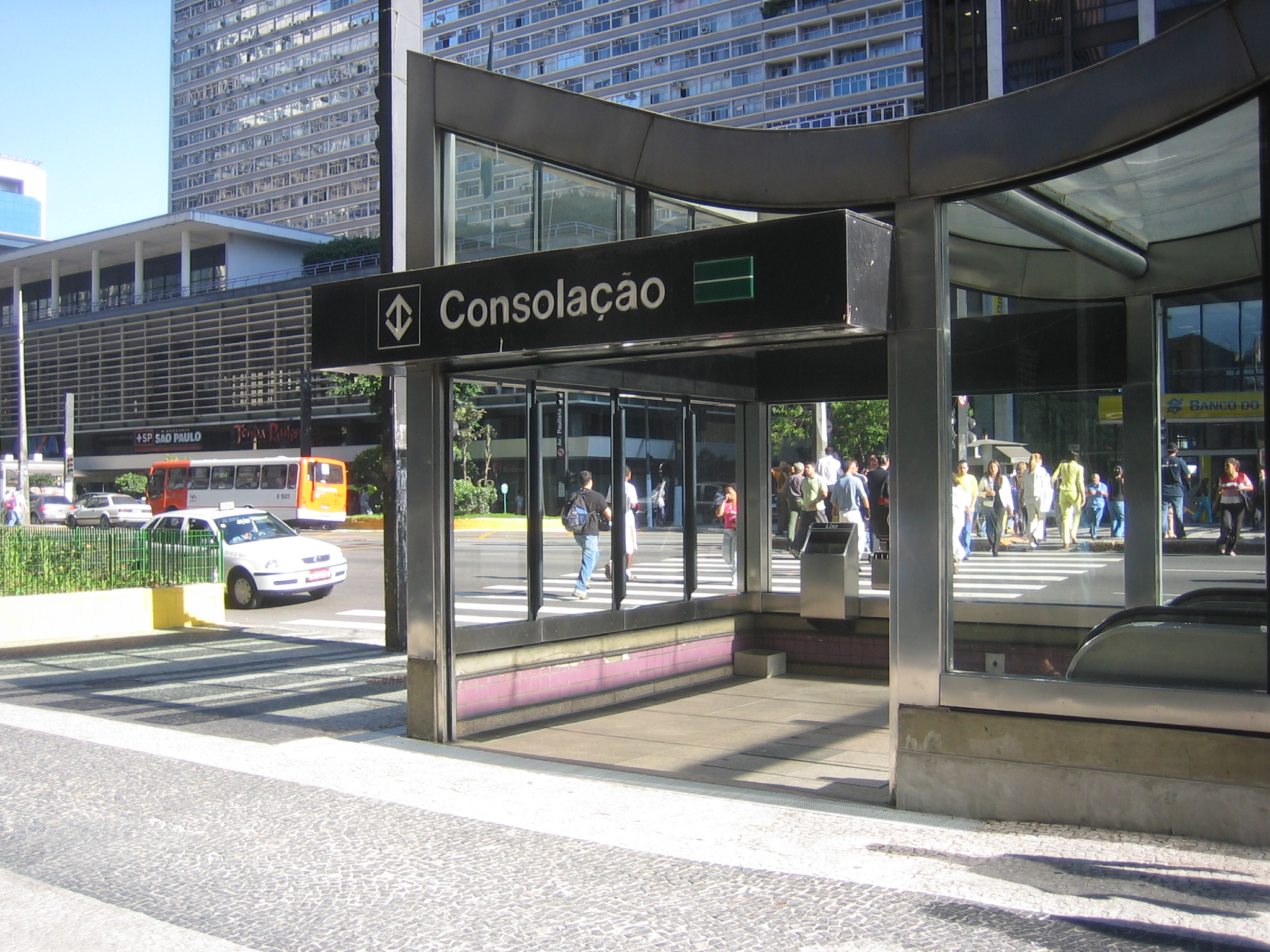
Вхід на станцію
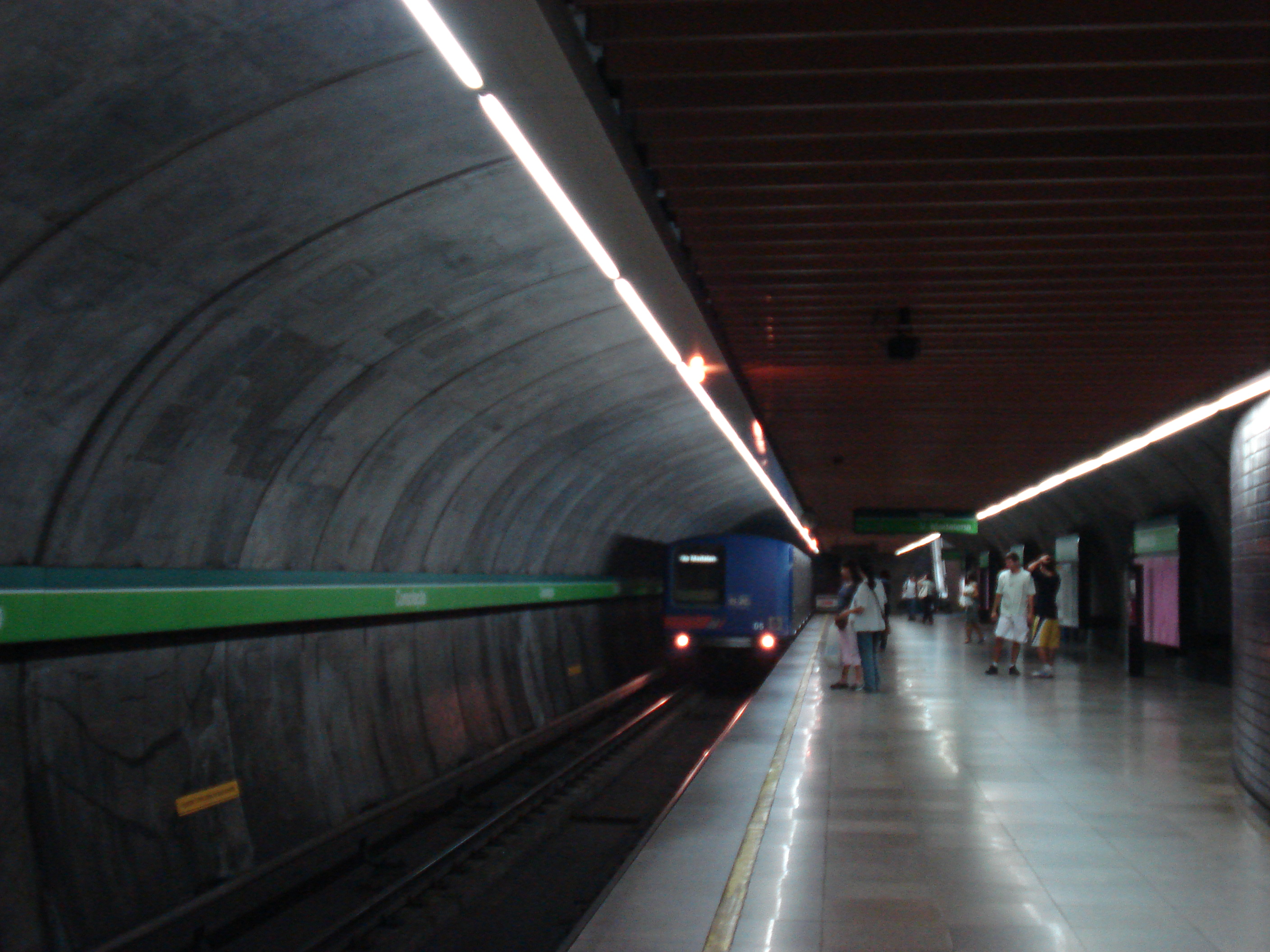
Посадкова платформа